# Als het zonnetje schijnt
Als het zonnetje schijnt is het vijfde album van de Nederlandse volkszanger Jannes en zijn tweede album dat geproduceerd werd door Emile Hartkamp en Norus Padidar. Het album werd in augustus 2005 bij het label CNR uitgebracht.

## Tracklist
1. Een Beetje Meer
2. Dan Kijk Ik Jou Even Aan
3. Wat Jij Voor Mij Achterliet
4. Als Het Zonnetje Schijnt
5. Ik Kan Met Jou De Hele Wereld Aan
6. Jij Moet Niet Huilen
7. Laat Mij M'n Eigen Gang Maar Gaan
8. Eén Keer Teveel Ben Ik Bedrogen
9. Voor Je Gaat
10. Als Jij Naar Mij Lacht
11. Ik Heb De Hele Nacht Van Jou Gedroomd
12. Met Jou Naar Griekenland
13. Als Straks De Avond Voor Ons Valt
14. Rot Jij Maar Op
15. Adio, Amore Adio (Knuffelversie)
16. Dam Dam (Live @ TROS Muziekcafé)
17. Ik Kan Met Jou De Hele Wereld Aan (Live @ TROS Muziekcafé)
18. Adio, Amore Adio (Live @ Nieuwleusen Mega Piratenfestijn 2005)